# Седро, Илья Геннадьевич
Илья́ Генна́дьевич Седро́ (бел. Ілля Генадзевіч Сядро; род. 16 августа 2005 года, Брест, Беларусь) — белорусский футболист, защитник клуба «Динамо-Брест».

## Карьера
Уроженец Бреста, с 2012 года занимался в СДЮСШОРе местного «Динамо». В сезоне 2023 стал заигрываться за дубль. В составе основной команды дебютировал 12 июля 2024 года в гостевом матче второго раунда Кубка Беларуси против «Слоним-2017», заменив на 88-й минуте Сергея Кисляка. После матча удостоился отдельной похвалы от главного тренера Александра Бразевича, который назвал Седро «очевидным талантом». В Высшей лиге дебютировал 16 августа в игре с солигорским «Шахтёром», заменив на 85-й минуте Илью Черняка.